# Rutela lineola
Rutela lineola is een keversoort uit de familie bladsprietkevers (Scarabaeidae). De wetenschappelijke naam van de soort werd in 1758 als Scarabaeus lineola gepubliceerd door Carl Linnaeus.